# Мадейра (архипелаг)
Мадейра (порт. Madeira — древесина) — архипелаг вулканического происхождения, расположенный в Атлантическом океане в 680 км к западу от Марокко и в 450 км к северу от Канарских островов. На архипелаге находится автономный регион Португалии — Мадейра. Архипелаг состоит из центрального острова, Мадейра, острова Порту-Санту, группы из трёх необитаемых заповедных островов Ильяш-Дезерташ, а также нескольких мелких островков у побережья Мадейры и Порту-Санту. Небольшой архипелаг Селваженш (3,6 км²), расположенный в 230 км к югу, входит в автономный регион, но к архипелагу обычно не относится. Площадь архипелага — 797 км², население — 267 785 человек (2011).

## Остров Мадейра
Остров Мадейра — крупнейший остров архипелага с площадью 740,7 км² (более 90 % всей площади архипелага), в длину он составляет 57 км, а в ширину — 22 км в самом широком месте и имеет общую длину побережья 150 км. Длиннейшая ось расположена между востоком и западом, вдоль которой лежит цепь гор с высотой до 1220 метров, из которой начинаются многие глубокие ущелья, расходящиеся к побережью. Самый известный утёс острова Кабу-Жиран — один из самых высоких в Европе. Самая высокая точка острова — Пику-Руйву, 1862 метра над уровнем моря.
На юге осталось совсем мало родных Монтеверде, субтропических лесов, которые раньше покрывали весь остров (высадившиеся португальцы выжигали их, чтобы заниматься сельским хозяйством) и дали ему название (Мадейра по-португальски означает древесина). На севере в долинах осталось много родных лесов, в частности, леса на северных склонах Мадейры признаны Всемирным наследием ЮНЕСКО. В 2019 году архипелаг признан лучшим европейским островом, посещаемым туристами, и удостоен престижной премии World Travel Awards.

## Острова архипелага

Архипелаг Мадейра в Атлантическом океане

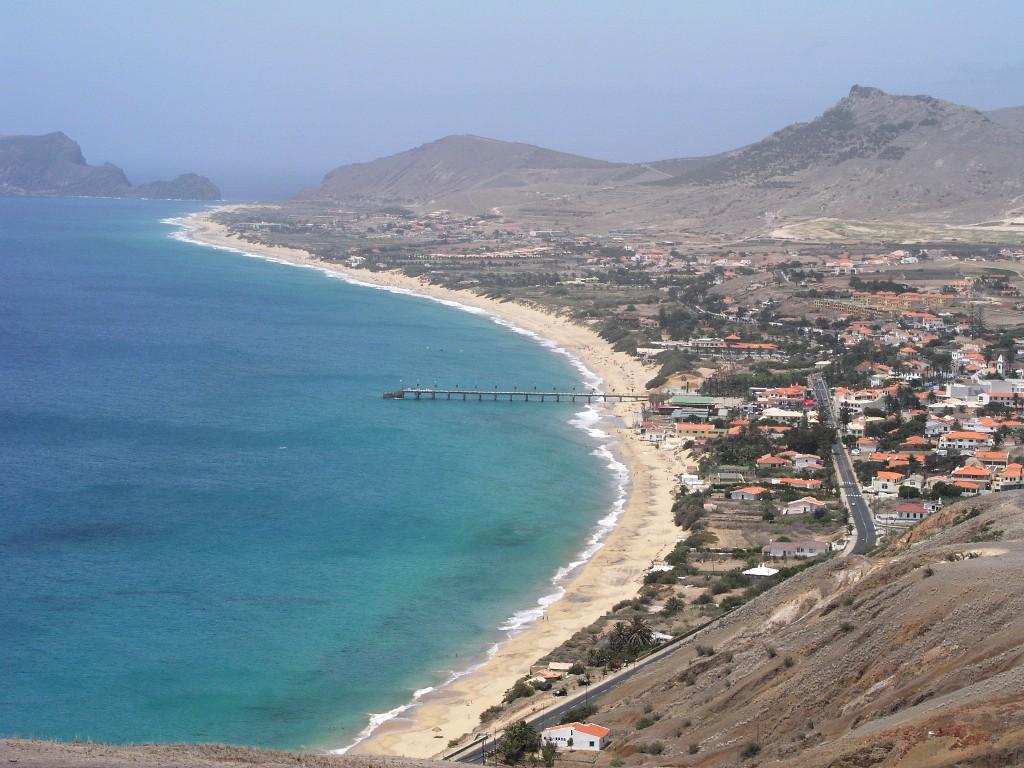
6 километровый пляж на острове Порту-Санту.

- Мадейра (740,7 км²)
  - Агоштинью (на востоке)
  - Сан-Лоренсу (на востоке)
  - Моли (на северо-западе)
- Порту-Санту (42,5 км²)
  - Байшу (на юге)
  - Ферру (на юго-западе)
  - Сенураш (на севере)
  - Фора (севернее Сенураша)
  - Сима (на востоке)
- Ильяш-Дезерташ (14,2 км²)
  - Илья-Дезерта-Гранди
  - Бужиу
  - Шан

## Административное деление
Автономный регион Мадейра состоит из 10 муниципалитетов:
- Санта-Круш;
- Кальета;
- Камара-де-Лобуш;
- Фуншал;
- Сантана;
- Сан-Висенте;
- Машику;
- Понта-ду-Сол;
- Порту-Маниш;
- Рибейра-Брава;
- Порту-Санту.

## Климат
Географическое положение острова Мадейра и гористый ландшафт создают очень приятный климат, который немного отличается от севера к югу и в зависимости от острова архипелага. Мадейра имеет субтропическо-Средиземноморский климат (Классификация климатов Кёппена: Csb), который находится под сильным влиянием Гольфстрима, который обеспечивает острову один из самых мягких климатов в мире. Средняя годовая температура моря составляет 20 °C зимой и 23 °C летом. Летний сезон длится почти круглый год, хотя в период с декабря по апрель температура часто опускается ниже 20 °C.
| Показатель                                               | Янв.  | Фев. | Март | Апр. | Май  | Июнь | Июль | Авг. | Сен. | Окт. | Нояб. | Дек. | Год   |
| -------------------------------------------------------- | ----- | ---- | ---- | ---- | ---- | ---- | ---- | ---- | ---- | ---- | ----- | ---- | ----- |
| Средний суточный максимум, °C                            | 19,1  | 19,1 | 19,5 | 19,6 | 20,9 | 22,3 | 24,3 | 25,6 | 25,7 | 24,2 | 22,0  | 20,0 | 21,8  |
| Средняя температура, °C                                  | 16,1  | 16,0 | 16,3 | 16,5 | 17,8 | 19,4 | 21,2 | 22,3 | 22,3 | 20,9 | 18,8  | 17,0 | 18,6  |
| Средний суточный минимум, °C                             | 13,1  | 12,8 | 13,0 | 13,4 | 14,6 | 16,5 | 18,0 | 18,9 | 18,9 | 17,6 | 15,6  | 13,9 | 15,5  |
| Норма осадков, мм                                        | 10,27 | 8,72 | 6,36 | 3,89 | 1,89 | 1,19 | 0,25 | 0,31 | 3,67 | 7,50 | 10,08 | 9,99 | 64,12 |
| Источник: Всемирная метеорологическая организация (ООН). |       |      |      |      |      |      |      |      |      |      |       |      |       |

## Геологическое происхождение и вулканизм
Остров Мадейра является вершиной большого щитовидного вулкана, вздымающегося примерно на 6 км над дном Атлантического океана в подводной горной цепи Торе, находящейся на Африканской плите. Вулкан сформировался на рифте в океанической коре. Формирование вулкана началось в Миоценскую эпоху более 5 миллионов лет назад и закончилось в Плейстоцене примерно 700 000 лет назад. За этим последовала сильная эрозия, что сформировало два больших круга в центральной части острова.
Позднее вулканическая активность возобновилась, формируя новые пики и наплывы лавы поверх старых слоев. Самые недавние извержения вулканов происходили в западно-центральной части острова всего 6500 лет назад.

## Природа

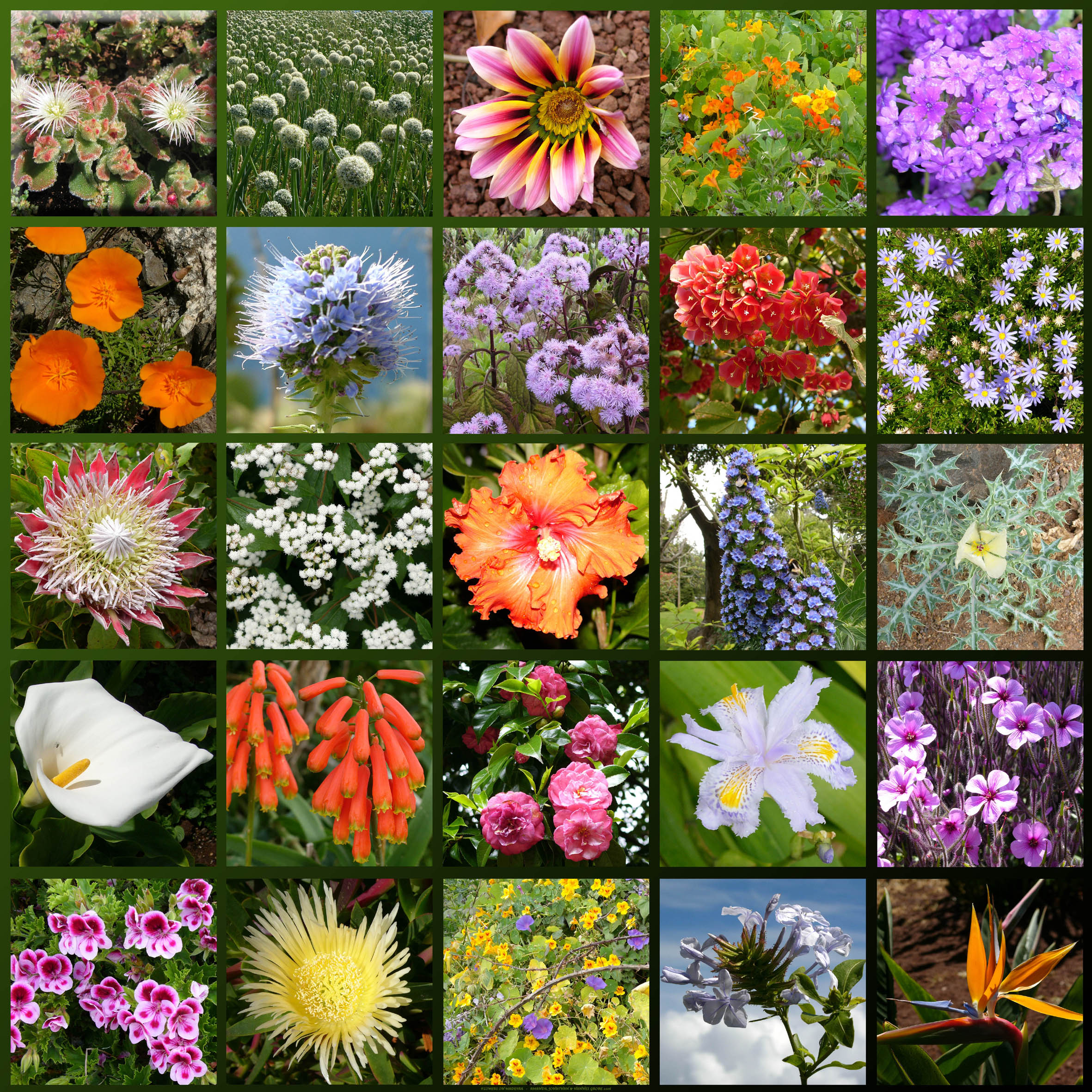
Разнообразие цветковых растений Мадейры

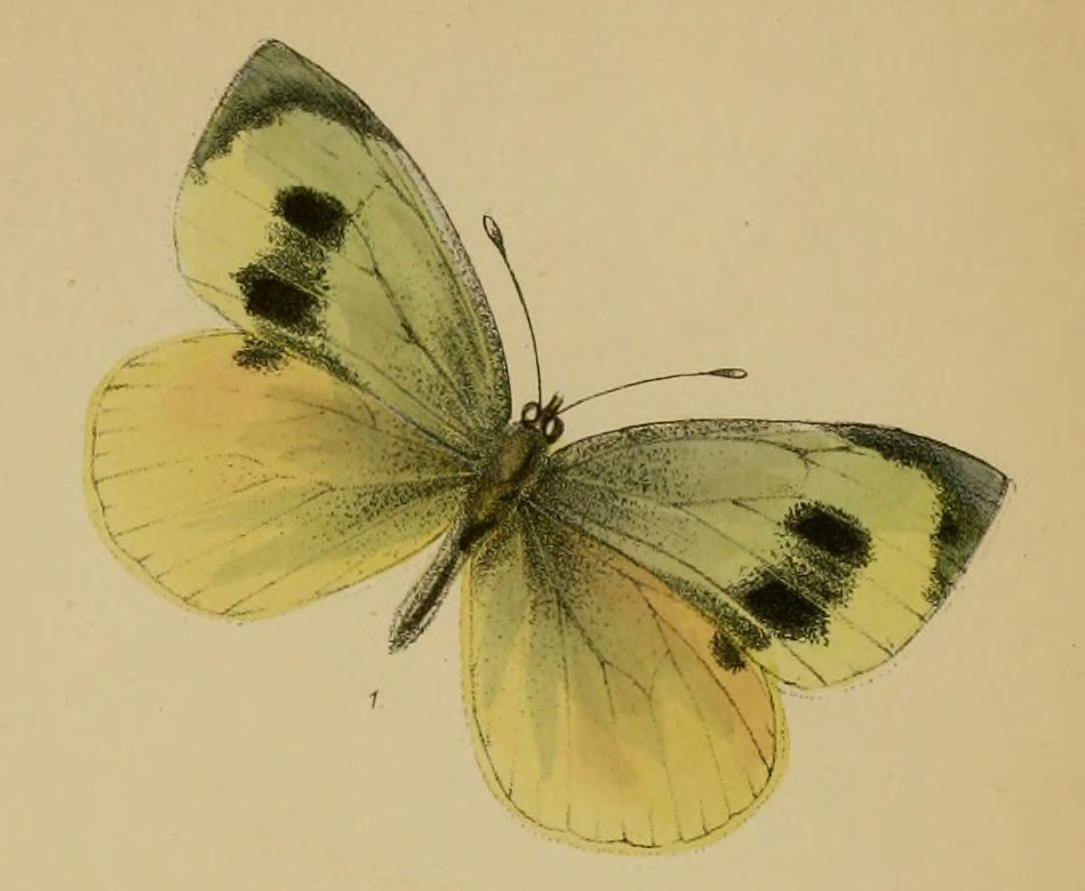
Женская особь Мадейрской Капустницы.

На Мадейре живут три вида-эндемика птиц: Мадейрский тайфунник, Мадейрский голубь и Мадейрский королёк.
Остров также очень важен для размножения других морских птиц, включая Мадейрскую качурку и Пёстрого атлантического буревестника.
Макаронезия является местом важного природного разнообразия. Леса на архипелаге очень похожи на леса Третичного периода, покрывавшего Южную Европу и Северную Африку миллионы лет назад.
Огромное биоразнообразие Мадейры фитогеографически связано с Средиземноморьем, Африкой, Америкой и Австралией. Интерес к географии растений вырос в последнее время из-за открытия новых видов эпифитов с очень разным развитием.
На Мадейре находится очень много видов эндемиков, в основном беспозвоночные, включая чрезвычайно редких Мадейрских Капустниц, а также некоторые позвоночные, как например некоторые виды ящериц и птиц, упомянутых выше. Самый большой тарантул Европы живет в пустынях на Ильяш-Дезерташ и достигает размеров человеческой руки. На этих же островах живет более 250 видов сухопутных моллюсков (улитки и слизни), некоторые с очень необычными узором и цветами панциря. Большинство из них является эндемиками и вымирающими (как, например, улитка вида Boettgeria obesiuscula).

## Открытие европейцами
В 1418 году два капитана португальского инфанта Энрике Мореплавателя — Жуан Гонсалвеш Зарку и Тристан Ваш Тейшейра, попав в шторм при исследовании берегов Западной Африки, открыли остров Порту-Санту. В следующем году Энрике Мореплаватель отправил на Порту-Санту два корабля с колонистами. В июне 1420 года Жуан Гонсалвеш Зарку снова отправился к Порту-Санту, и по прибытии обратил внимание на тёмную полоску на западном горизонте. Она выглядела как туча, но не двигалась. Отдохнув 8 дней в Порту-Санту, Зарку взял курс на запад и обнаружил остров, покрытый лесами и окутанный туманом, который издалека выглядел как туча. Остров получил название Мадейра (Madeira — «древесина, дерево, лес» по-португальски). По возвращении в Португалию Жуан Гонсалвеш Зарку был назначен пожизненным правителем острова (позднее управление островом стало передаваться в его семье по наследству). Тристан Ваш Тейшейра получил в управление северную часть острова. В мае 1421 года Зарку прибыл на остров со своей женой, детьми и с другими колонистами. Экономический потенциал и стратегическое значение острова были замечены, и в 1425 году по инициативе короля Жуан I Великого была начата его государственная колонизация. Начиная с 1440 года на острове вводится режим военной комендатуры с центром в Машику, а уже через 10 лет и в Фуншале.
Прибывших на остров первых колонистов сопровождали их семьи, а также небольшие группы знати, которые состояли из близкого окружения капитанов и бывших узников Португальской империи. Сначала ведение сельского хозяйства осложнялось густыми тропическими лесами, именуемыми лаурисилвы (порт. laurissilva), что вполне оправдывает имя острова, которое в переводе на русский язык означает «лес, древесина». Для создания условий для проживания ришлось вырубить часть лесов (по другой версии, тропический лес был уничтожен случайным пожаром). Кроме того, поскольку водные ресурсы острова распределены неравномерно, пришлось строить примитивную систему водоснабжения, так называемые левады («левадаш», порт. levadas) — узкие террасы с канавами, по которым вода стекала с гор к плантациям. Общая протяженность сети сегодня превышает 1400 км. Вначале рыба и овощи составляли основу питания местного населения, поскольку выращивание зерновых не имело успеха.